# Guichainville
Guichainville é uma comuna francesa na região administrativa da Normandia, no departamento de Eure. Estende-se por uma área de 15,31 km². Em 2010 a comuna tinha 2 864 habitantes (densidade: 187,1 hab./km²).